# Plebeia alvarengai
Plebeia alvarengai là một loài Hymenoptera trong họ Apidae. Loài này được Moure mô tả khoa học năm 1995.